# Tramway de Kansas City
Le tramway de Kansas City (KC Streetcar en anglais) est un système de transport en commun de la ville de Kansas City plus importante agglomération de l'État du Missouri aux États-Unis.

## Caractéristiques techniques
Le réseau est constitué par une unique ligne à voie normale longue de 3,5 km tracée le long de l'axe principal dans le centre-ville et comprenant 16 arrêts. Elle relie la gare ferroviaire de la ville (Union station) à River Market non loin du fleuve Missouri. La ligne est desservie par  4 rames  de trois voitures de type Urbos 3 du constructeur espagnol CAF. Ce modèle de rame est à plancher bas et est  long de 23,6 mètres pour une largeur de 2,65 mètres. La rame bidirectionnelle comporte 4 portes de chaque côté (2 dans la voiture du milieu et une dans chaque voiture d'extrémité). Chaque rame peut transporter 150 passagers. Elle est alimentée en courant continu via son pantographe,.

## Historique
Le tramway de Kansas City est le seul système de transport en commun lourd de cette ville du centre des États-Unis qui compte 450 000 habitants (agglomération d'environ 1,5 million d'habitants). La construction du réseau a débuté en 2013 et elle est entrée en service le 6 mai 2016. Le tramway a transporté fin août 2019 7,1 millions de passagers depuis son inauguration. La fréquentation quotidienne en 2019 est d'environ 6 500 passagers.